# Jacinto Rodrigues
António Jacinto Rodrigues (Luanda, 28 de Outubro de 1939) é um professor e filósofo português de vocação transdisciplinar.

## Currículo académico

### Formação universitária
- Agregação Teoria de Arquitectura - Faculdade Arquitectura da Universidade do Porto, 1991
- Doutoramento História de Arte - Fac. Ciências Sociais Humanas Universidade Nova de Lisboa, 1984
- Licenciatura Filosofia - Faculdade de Letras da Universidade do Porto, 1979
- Maitrise L’UER Langues, Litterature et Civilisations Et. - Université de Rennes 2, 1974
- Maitrise Urbanisme - Université de Paris VIII, 1973
- Licence Urbanisme - Université de Paris VIII, 1972
- Certificat d’Études Supérieures Sociologie Génerale - Université Paris-Sorbonne, 1967

### Actividade docente
- Professor Catedrático na Faculdade de Arquitectura da Universidade do Porto, Cadeira de Ecologia Urbana; 2000/2009[1]
- Professor Associado e Agregado na Faculdade de Arquitectura da Universidade do Porto, Cadeiras de Estética, Teoria e História de Arquitectura; 1991/2000
- Professor Auxiliar na Faculdade de Arquitectura da Universidade do Porto, Cadeira de Teoria e História de Arquitectura; 1986/1991
- Assistente na Escola Superior de Belas Artes do Porto, Organização do Território e História de Arte; 1975/1981
- Professeur na École Supérieure d'Architecture de Rennes, em França, Doctrines Urbaines; 1973/1975
- Chargé de Cours na Université de Picardie em Amiens, França, Soxciologie Urbaine; 1972/1974

### Participação em júris e orientação de teses
- Participou, como arguente, em diversos júris académicos, em Portugal e no estrangeiro:
  - Provas de Agregação
  - Doutoramentos
  - Mestrados
- Participou em Júris de Concurso para Professor Associado
- Orientador de diversas dissertações de Mestrado
- Orientador de diversas teses de Doutoramento

## Obra

### Livros publicados
- Pedagogia para uma Sustentabilidade, Ed. ISMAT- Cadernos de Arquitectura, Junho de 2007 (online integral)
- Sociedade e Território – Desenvolvimento Ecologicamente Sustentado, Profedições, Porto, Março de 2006 (pf) ISBN 9789728562229
- A Conspiração Solar de M.A.G. Himalaya, esboço biográfico dum pioneiro da ecologia, Ed. Árvore, Porto, 1999 (cm) ISBN 9789729089442
- O Projecto como Processo Integral na Arquitectura de Álvaro Siza, (F.A.U.P.), Publicações, Porto, 1996 ISBN 9789729482182
- Arte, Natureza e Cidade, Ed. Árvore-C.M.P., Porto, 1993
- Ecodesenvolvimento, Arte, Urbanismo e Arquitectura, Ed. Horizonte das Artes, Vila Nova de Cerveira, 1993
- Álvaro Siza - Obra e Método, Ed. Civilização, Porto, 1992 ISBN 9789722610995
- Cem Anos de Arte no Porto, Ed. Árvore, Porto, 1992
- A Arte e a Arquitectura de R. Steiner, Ed. Civilização, Porto, 1990 ISBN 0049000090909
- A Bauhaus e o Ensino Artístico, Ed. Presença, Lisboa, 1989
- Ecologia, Ed. Árvore, Porto, 1982
- Viva Reich, Ed. Afrontamento, Porto, 1982
- Urbanismo-Uma prática social e política, Ed. Limiar, Porto, 1976 (online integral)
- Frente Cultural, Ed. Afrontamento, Porto, 1976 (1ªEd.), 1981 (2ºEd.)
- Utopia, Espaço e Sociedade, Imp. Faculdade de Engenharia U. Porto, 1979
- Urbanismo y Revolucion, Ed. Blume, Madrid, 1979 (trad.)
- Perspectivas sobre a Comuna e a 1ª Internacional em Portugal, Ed. Slemes, Lisboa, 1976
- Le Bauhaus et sa Signification Historique, Ed. Hatier, Paris, 1975
- Urbanismo e Revolução, Ed. Afrontamento, Porto, 1975 (trad.)
- Urbanisme et Revolution, Ed. Universitaires, Paris, 1973

### Filmes
Co-argumentista do filme produzido pela Lx Filmes e realizado por Jorge António, A Utopia do Padre Himalaya (imdb), baseado no livro de que é autor, Jacinto Rodrigues, A Conspiração Solar do Padre Himalaya. Este filme foi apoiado pelo ICAM, pelo Programa Ciência Viva do Ministério da Ciência e da Tecnologia e co-produzido pela RTP. Estreado em Janeiro de 2005

### Exposições e conferências
- Vida e Obra de M.A.G. Himalaya – Autor da exposição, com o apoio da C.C.R.N., da F.C.T. (Fundação para a Ciência e Tecnologia) e da Cooperativa Artística Árvore – 1999
- Ciclo de Conferências “Norte-Desnorte” – Comissário deste ciclo de conferências organizadas pela Cooperativa Árvore – 1996
- Arte, Natureza e Cidade – Comissário desta exposição, organizada pela Cooperativa Árvore com o apoio da Câmara Municipal do Porto – 1993
- Cem Anos de Arte no Porto – Comissário desta exposição, organizada pela Cooperativa Árvore e realizada no Mercado Ferreira Borges, com o apoio da Câmara Municipal do Porto – 1992
- Arquitectura Orgânica – Responsável, em Portugal, por esta exposição internacional, realizada na Casa das Artes - Secretaria de Estado da Cultura, Porto – 1991
- Bauhaus – Autor desta exposição, com o apoio da Fundação Calouste Gulbenkian e do Goethe Institut do Porto - 1986
- Ecologia – Em colaboração com a Cooperativa Árvore e o GAIEP - 1976

### Projectos de investigação
Coordenador do projecto de investigação “Towards Self-Sustained Societies” (fct). Apresentou o referido projecto, em Dezembro de 2007, na sessão de avaliação da Fundação para a Ciência e Tecnologia, no Centro de Estudos Africanos da Universidade do Porto (CEAUP).

### Livros com vários autores, prefácios e publicações em revistas
- Prefácio ao livro de Susana Santos Silva, “O Belo e a Vida”, Ed. Ecopy, Ermesinde, Julho 2010
- Revisitar Angola em 2009, in Homenagem ao Professor Doutor Adelino Torres, Ed. Almedina, 2010, pp.115 a 134
- Perspectivas Críticas: Entrevista a Jacinto Rodrigues, in ARQA, Revista de Arquitectura e Arte, nº 78-79, Ano X, Março/Abril 2010
- A Conspiração Solar do Padre Himalaya, Padre Himalaya Solar Conspiracy, in “Energias Renováveis - Renewable Energies”, Ed. Atelier Nunes & Pã, 2009 (edição bilingue presente no Pavilhão Português da Exposição de Xangai 2010)
- Para um desenvolvimento ecologicamente sustentável, in A Página da Educação, Revista Trimestral, Série II, nº 187, Inverno 2009
- Prefácio ao livro de Kiamvu Tamo, Reitor da Universidade 11 de Novembro, Cabinda, Angola “Fundamentos da Responsabilidade Social da Empresa (RES)”, Capatê Publicações, Luanda, Outubro de 2009
- Entrevista a Fernando Pacheco, in Africana Studia, nº 13, 2009
- África, que desenvolvimento?, in Africana Studia, Revista Internacional de Estudos Africanos, nº 10,  2007
- Para uma Alternativa de desenvolvimento ecologicamente sustentável, in Cabinda Universitária, Revista do Centro Universitário de Cabinda, Universidade Agostinho Neto, nº1, Abril/Junho 2007
- Prefácio ao livro de Miguel Santiago Fernandes, “Pancho Guedes – Metamorfoses Espaciais”, Ed. Caleidoscópio, Lisboa, Março de 2007
- Prefácio ao livro de Pedro Vaz, “A reabilitação urbana, um modelo de sustentabilidade”, Ed. URBE, Lisboa, 2007
- Crescimento, Decrescimento Sustentável e Desenvolvimento Ecologicamente Sustentável, in Revista de Arquitectura da Universidade Fernando Pessoa - A Obra Nasce, nº 4, 2007
- Prefácio ao livro de Víctor Mogadouro, “Arquitecto”, 1ª Ed. Porto, 2006
- A visão antropológica do colonialismo português e o olhar singular de Ladislau Batalha, in Revista Trabalho Forçado Africano, Col. Estudos Africanos, Ed. Campo das Letras, Porto, Outubro de 2006
- Carlos Ferreira-Quase Exílio, in Revista Internacional de Estudos Africanos - Africana Studia, CEA/FLUP, nº 8, 2005
- Reflexão Crítica do Modelo de Crescimento Económico Eurocêntrico e Proposta para um Desenvolvimento Ecologicamente Sustentado, in Lusofonia em África-História, Democracia e Integração Africana, Publicações CODESRIA, Impr. Senegal, 2005
- Ecologia e Construção, in Revista Pedra & Cal, nº 25, Março de 2005
- A Especificidade do Imaginário Colonial nos Romances de Aventura de Ladislau Batalha, in Revista Internacional de Estudos Africanos – Africana Studia, CEA/FLUP, nº 7, 2004
- Polar Solaire - Entrevista à Revista Francesa Plein Soleil, nº6, Outubro de 2004
- O Sentido da Vida e Obra do Arquitecto Agostinho Ricca, in Revista Episteme, nº13/14, de Janeiro de 2004
- Portugal e o Desenvolvimento ecologicamente sustentável, in A Obra Nasce, Revista de Arquitectura e Urbanismo da Universidade Fernando Pessoa, 2004
- A alternativa da agricultura urbana, in Revista Arquitectura e Vida, nº44, Dezembro de 2003
- Prefácio ao romance de Porfírio da Silva, “Ermida”, Garrido Editores, Junho de 2003
- A Corrente Espiritual Soufi no Islão como forma de compreensão em torno da universalidade e do diálogo com as restantes religiões em África, in Revista O Islão na África Subsariana, CEA/FLUP, Maio de 2003
- Crítica da Crítica da Arquitectura, in Revista Arquitectura e Vida, nº 38, Maio de 2003 e Revista Anual de Arquitectura Linha de Terra, nº 1, Maio de 2003
- Geopolítica, a guerra e o território, in Revista Arquitectura e Vida, nº 36, Março de 2003
- O desenvolvimento ecologicamente sustentado, alternativa ao capitalismo na era da globalização, in Actas do VI Congresso Luso-Afro-Brasileiro de Ciências Sociais, Ed. FLUP, Vols. I e II, 2002
- Em Visita ao Vale do Emscher, in Revista Arquitectura e Vida, nº 33, Dezembro de 2002
- Uma escola Eco-sustentável, in Revista Arquitectura e Vida, nº 31, Outubro de 2002
- A África e o Desenvolvimento Ecologicamente Sustentável, in Cadernos de Economia, Jul/Setº 2002
- Repensar o Território, in Revista Arquitectura e Vida, nº 26, Abril de 2002
- Ética, estética e território, in Revista Arquitectura e Vida, nº 23, Janeiro de 2002
- Joseph  Beuys, um filósofo na  arte e na cidade, in Revista Millenium, Ano 6, Janeiro 2002
- O Priscilianismo – Mitos e Factos numa peregrinação entre a luz e as trevas, in Boletim Cultural da Póvoa de Varzim, Vol. XXVII, Ed. Câmara Municipal Póvoa de Varzim, 2002
- O jardim Planetário ou a eco-utopia do séc. XXI–teses para o eco-urbanismo, in Revista EPISTEME, Revista Multidisciplinar da Universidade Técnica de Lisboa, Ano III,nº7/8/9, 2001
- O paradigma em transição, in Revista Arquitectura e Vida, nº 17, Junho de 2001
- Referência à publicação do livro sobre Agostinho Ricca, in Revista Arquitectura e Vida, nº 16, Maio de 2001
- Introdução e texto sobre o Santuário de Santo António em Vale de Cambra, in Agostinho Ricca, Ed. Civilização e Ordem dos Arquitectos, Porto, Abril de 2001
- A arquitectura como arte total - O santuário de Santo António em Vale de Cambra, in Revista Arquitectura e Vida, nº 6, Julho 2000
- O Rio no Imaginário da Urbanidade, in Actas do 1º Fórum Internacional de Urbanismo, Vila Real, Janeiro 1999
- Aprender com a experiência urbana de Curitiba, in Revista GEHA, nºs 2/3, FAUTL, 1999
- Uma Filosofia para a regionalização, in Cadernos do Convento, nº1, Novembro 1998
- Visão antropológica das construções em madeira, in Revista da F.A.U.T.L., nº 1, Julho 1998
- O P. Himalaya e os explosivos, in Revista Um Olhar sobre o Barreiro, nº5, III série, 1997
- Teixeira de Pascoaes e o socialismo libertário, in Revista Entremuros, nº 2, 1996
- O Priscilianismo, in Revista Ágora, Maio 1996
- O gesto paciente da criação, in Livro Prémio Secil de Arquitectura 1996, public. Secil e Associação dos Arquitectos Portugueses, 1996
- P. Himalaya-Pioneiro do desenvolvimento ecológico, in Revista Límia, nº 13, 1995
- Padre Himalaya, Pioneiro do desenvolvimento ecológico, in Revista Um Olhar sobre o Barreiro, Novembro 1994
- Uma política de educação para o futuro, in Revista Nova Renascença, 1994
- Ecologia política, in Revista IDEA, Abril 1994
- La Facultad de Arquitectura do Porto, in Revista Obradoiro, 1993
- Linhas de Orientação para uma prática social ecológica, in Revista Combate,  Janeiro 1993
- Cassiano Branco na concepção do Coliseu do Porto, in Cassiano Branco, uma obra para o futuro, Ed. Asa, C.M. de Lisboa, Pelouro da Cultura, 1991
- Texto de apresentação, in História da Arte Larousse, Ed. Civilização, Porto, 1990
- Ponto de Vista, in Revista Unidade, A.E.F.A.U.P.,  nº 2, Novembro 1989
- Carta-poema na Antologia organizada por Manuel Ferreira – No Reino de Caliban II, Plátano Ed., 1988
- Eco-política, in Revista Arte e Opinião, nº 13, 1981
- Projecto de ecodesenvolvimento, in Revista Arte e Opinião, nº 11, 1980
- Sociedade, pedagogia e espaço, in Revista Arte e Opinião, nº 10, 1980
- A eco-utopia, in Revista Arte e Opinião, nº 8, 1980
- Utopia, Espaço e Sociedade, in Revista Raiz e Utopia, nº 7/8, Outubro 1978
- Architecture de la periode Stalinienne, de Anatole Kopp, Ed. Presses Universitaires de Grenoble, EBA, 1978
- Ordenamento territorial – França (2ª parte), in Boletim nº 2 ESBAP, Dezº 1977
- Ordenamento territorial – França (1ª parte), in Boletim nº 1 ESBAP, Fevº 1977
- Maiakovsky, poeta da revolução, in Boletim nº1 ESBAP, Fevº 1977
- Um estranho sábio português-o Padre Himalaya, in O Século Ilustrado, nº 2021, 1976
- Escola Comunitária-programa para uma comuna escolar, in Revista O Animador(?) 1976(?)
- Alzira, pão da vida, in Boletim Cultural Árvore, Janeiro 1976
- Auto-gestão e ensino, in Revista O Tempo e o Modo, nº 83, 1970
- Sobre a Dialética, in Revista O Tempo e o Modo, nº 81, 1970
- Para uma estética humanista, in Revista Inicial, nº 43, ano XIX, 1961
- O jovem e a educação, in Revista Inicial, nº 41, ano XVIII, 1960
- Força Nova, poemas, Antologia, Ed. Luanda, Angola, 1959

### Principais artigos e entrevistas publicadas
- Entrevista em tese de mestrado sobre política populacional uma abordagem ecológica (Polónia e Lituânia), universidade Vytautas Magnus, Maio 2011[2]
- Conversa com Jacinto Rodrigues, entrevista sobre África e seu futuro, de Diogo Vasconcelos, Frederico Martinho e Mário Carvalhal, in Revista NU – Sul, nº 36, Março 2011
- Homenagem a Henrique Westenfeld, in Jornal Beira Vouga, nº 914, Dezembro 2009
- Construir mal destrói a natureza e os ecosistemas, entrevista a Jacinto Rodrigues, in Jornal Folha 8, nº 976, Luanda, 12 Setembro 2009,
- O Ecourbanismo nas Cidades Angolanas, entrevista a Jacinto Rodrigues, in Jornal Humbi Humbi,  Boletim Informativo da ADRA, nº 6, 2º trimestre, Luanda, 2009
- Carta de Intenções para uma Eco Faculdade de Arquitectura], in Jornal A Página da Educação, Porto, Novembro de 2008
- Encontro com Pierre Rabhi], in Jornal A Página da Educação, Março de 2008
- Um Pólo Universitário Melhor É Possível – Dar Visibilidade ao Invisível], in Jornal A Página da Educação, nº 171, Porto, Outubro de 2007
- A Associação “Les Amis du Padre Himalaya de Sorède”, in Jornal Notícias dos Arcos, 27 Setembro de 2007
- Um estágio em agro-ecologia com Emmanuel Rolland], in Jornal A Página da Educação, nº 167, Porto, Maio de 2007
- Eco-Centre Heol-Eco-Escola de Patrick Baronnet], in Jornal A Página da Educação, nº 165, Porto, Suplemento de Abril de 2007
- A Água na Paisagem do Séc. XXI-Jardins Filtrantes e a Produção Agro-Ecológica], in Jornal A Página da Educação, nº 164, Porto, Suplemento de Março de 2007
- Pensar a ecologia em África não é uma utopia] – Entrevista de Ricardo Jorge Costa a Jacinto Rodrigues, in Jornal A Página da Educação, nº 165, Março de 2007
- Ecologia Pedagógica II]-Ideias para a Sustentabilidade, in Jornal A Página da Educação, nº 164, Porto, Fevereiro de 2007
- Ecologia Pedagógica I],  in Jornal A Página da Educação, nº 163, Janeiro de 2007
- Razões para o decrescimento sustentável], in Jornal A Página da Educação, nº 162, Dezembro de 2006
- Considerações sobre conceitos de crescimento, decrescimento sustentável e desenvolvimento ecologicamente sustentável], in Jornal A Página da Educação, nº 161, Novembro de 2006
- Viagem de Sara Bessa], in Jornal A Página da Educação, nº 161, Novembro de 2006
- Crescimento, Decrescimento sustentável e desenvolvimento ecologicamente sustentável, working-paper da comunicação proferida na Universidade da Beira Interior, no colóquio Desenvolvimento ou Decrescimento Sustentável a 19 de Outubro de 2006 e posteriormente apresentada no IX Congresso Luso-Afro-Brasileiro de Ciências Sociais, Luanda, 28 a 30 de Novembro de 2006.
- Território e Poder: O Papel da Universidade Pública III], in Jornal A Página da Educação, Agosto/Setembro de 2005
- Território e Poder: O Papel da Universidade Pública II], in Jornal A Página da Educação, Julho de 2005
- Território e Poder: O Papel da Universidade Pública I], in Jornal A Página da Educação, Junho de 2005
- Proposta para uma carta de intenções da Reserva Botânica Integral do Cambarinho (Vouzela), in Jornal Miradouro, 10 de Junho de 2005
- Ecologia e Construção, in Jornal A Página da Educação], nº 140, Dezembro de 2004
- Entrevista ao Jornal Notícias dos Arcos, 10 de Dezembro de 2004
- Cartas Inéditas do Padre Himalaya, in Jornal Notícias dos Arcos, 30 de Novembro de 2004
- Vida e Obra do Padre Himalaya, in Jornal Notícias dos Arcos, 20 de Novembro de 2004
- Uma Experiência Pedagógica na Cadeira de Ecologia Urbana], in Jornal A Página da Educação, nº138, Outubro 2004
- O Desenvolvimento Ecologicamente Sustentado, in Jornal Miradouro, 24 de Setembro de 2004
- Concurso Solar Padre Himalaya], in Jornal Miradouro, 30 de Julho de 2004 e Jornal A Página da Educação, nº137, Agosto/Setembro 2004
- Entrevista ao Jornal francês L’Independant - Pyrenees Orientales, de 19 de Junho de 2004
- Quase Exílio - Carlos Ferreira, in Jornal Foz do Lima de 8 de Junho de 2004 e Jornal Miradouro de 13 de Agosto de 2004
- As invenções solares do Padre Himalaya recordadas cem anos depois, entrevista, in Jornal Público, Ciências-Sociedade, 29 de Maio de 2004
- O Padre dos Mil Inventos, referência ao livro, filme e exposição de Jacinto Rodrigues sobre o Padre Himalaya, in Jornal Expresso, revista Actual, nº 1648, de 29 Maio de 2004
- Notas para uma estratégia de Ecopolis], in Jornal A Página da Educação, nº 134, Maio de 2004
- Portugal atrasado na organização territorial –II], in Jornal A Página da Educação, nº 132, Março de 2004
- Olhares sobre o território, in Jornal URBI - Universidade da Beira Interior, nº 4, Janeiro de 2004
- Portugal atrasado na organização territorial-I], in Jornal A Página da Educação, nº 130, Janeiro de 2004
- Agricultura urbana alternativa à decrepitude das metrópoles, in Jornal Miradouro, ano XLI, 12 Dezembro de 2003
- Guerrilha verde nas cidades], in Jornal A Página da Educação, nº 128, Novembro de 2003 e Jornal Miradouro, Ano XLI, 14 de Novembro de 2003
- Um Parque para uma cidade mais educativa e mais ecológica], in Jornal A Página da Educação, nº 127, Outubro de 2003
- Entrevista ao jornal Público-Revolução Ecológica no Parque da Cidade-Local-Porto, 7 de Setembro de 2003
- Entrevista ao jornal francês L’Independant - Pyrenees Orientales, nº 147, 21 de Junho de 2003
- Pensamento Político e Território], in Jornal A Página da Educação, nº 120, Fevereiro de 2003
- O direito à nova cidade - uma outra cidade é possível], in Jornal A Página da Educação, nº 118, Dezembro de 2002
- Para uma cidadania interventiva], in Jornal A Página da Educação, Outubro de 2002
- Ousar imaginar um outro campus universitário, ousar imaginar uma outra universidade], in Jornal A Página da Educação, Agosto/Setembro de 2002
- Liceu de Caudry-uma escola eco-sustentável], in Jornal A Página da Educação, Julho de 2002
- Introdução ao catálogo da exposição “Beijos e Gaiolas”, de João Sá, Maio-Junho de 2002
- O Sentido do Desenho de Arquitectura em Troufa Real, in Catálogo da Exposição “Riscos”, de Troufa Real, Cooperativa Árvore, Maio/Junho de 2002
- Estrutura social e ecológica no parque da cidade], in Jornal A Página da Educação, nº 112, Maio de 2002
- Repensar o território para intervir na mudança da cidade, in Jornal A Página da Educação, nº 110, Março de 2002
- "Mutations"], in Jornal A Página da Educação, nº 108, Dezembro de 2001
- Aprender com a experiência ecológica da cidade de Curitiba, in Falcão do Minho, 22 de Novembro de 2001
- Uma carta inédita do Padre Himalaya, in Falcão do Minho, 8 de Novembro de 2001
- O sentido da vida e obra do arquitecto Agostinho Ricca, in Falcão do Minho, 18 de Outubro de 2001
- Dr. José Crespo - um ilustre médico e escritor de Viana do Castelo, in Falcão do Minho, 11 de Outubro de 2001
- Crónicas do ano 2008 para o Jornal A Página], in Jornal A Página da Educação, nº 103, Junho de 2001
- Despertar], in Jornal A Página da Educação, nº 103, Junho de 2001
- Desenvolvimento ecologicamente sustentado], in Jornal A Página da Educação, nº 102, Maio de 2001
- Joseph Beuys, um filósofo na arte e na cidade], in Jornal A Página da Educação, nº 101, Abril de 2001
- O paradigma em transição – o mercado e o ensino da arquitectura e do urbanismo], in Jornal A Página da Educação, nº 100, Março de 2001
- Universidade Experimental do Meio Ambiente], in Jornal A Página da Educação, nº 97, Dezembro de 2000
- Movimento de eco-aldeias], in Jornal A Página, Novembro 2000
- Planetarização versus globalização], in Jornal A Página, Outubro 2000
- Exercícios para a Transmutação Artística dum Destino, in “10 Pinturas 10 Olhares”, Catálogo de Exposição de António Quadros Ferreira, Setembro/Outubro de 2000
- A falácia da co-incineração], in Jornal A Página, Julho 2000
- Alternativas ecológicas para o Porto 2001, (entrevista) in Jornal A Página, Julho 2000
- Uma experiência pedagógica em torno do Porto 2001], in Jornal A Página, Junho 2000
- A política da política], in Jornal A Página, Abril 2000
- Não é este o modelo civilizacional que queremos, (entrevista) in Jornal A Página, Março 2000
- A conspiração solar do padre Himalaya], in Jornal A Página, Fevº 2000
- Que alternativas para a cidade do Porto?], in Jornal A Página, Dezembro 1999
- Sorède a-t-il été le 1er site experimental d’un four solaire ? (entrevista), l’Indépendant Catalan, 3 Maio 1999
- A água no imaginário da humanidade], in Jornal A Página, Março 1999
- A co-incineração e a nova tecnologia tecnocrática, in Jornal de Notícias, Fevereiro 1999
- Ribeiras podem ser depuradoras naturais, (entrevista) in Jornal de Notícias, 31 Janeiro 1999
- A consagração de Souto Moura-esclarecimentos, in Jornal de Notícias, 24 de Janeiro de 1999
- A discussão televisiva sobre as cimenteiras, in Jornal de Notícias, 19 Janeiro 1999
- A consagração de Souto Moura, in Jornal de Notícias, 14 Janeiro 1999
- As cimenteiras e os lixos tóxicos, in Jornal de Notícias, 9 Janeiro 1999
- Aprender em Curitiba], in Jornal A Página, 1 Janeiro 1999
- O Trapezista Azul ou Metáfora sobre o Elo Reversível da Dialética Senhores/Escravos, in Programa Teatro Campo Alegre/Seiva Trupe, “O estranho caso do trapezista azul”, de Mário Cláudio, 1998
- A universidade por Portas travessas, in Jornal de Notícias,18 Dezembro 1998
- Um génio pioneiro esquecido, (entrevista) in Jornal de Notícias,13 Junho 1997
- Himalaya e o bicentenário da passarola, in Jornal de Notícias, 30 Junho 1997
- Apresentação do Catálogo de Exposição “Alguns Bronzes, Alguns Desenhos” de José Rodrigues, Alfândega da Fé, 1997
- Gaia por Portas travessas ou o urbanismo dos shopings, in Jornal de Notícias, 15 Novembro 1996
- Viana de Lima, Um Modernista que seguiu Le Corbusier, (entrevista) in Jornal de Notícias, 13 Novembro 1996
- Viana de Lima, O Modernista Sentido, in Jornal Expresso, Outubro 1996
- Revolta contra o sismo, in Jornal de Notícias,29 Outubro 1996
- Faculdade de Arquitectura do Porto - Desleixo e falta de verbas ameaçam obra de Siza Vieira (entrevista), in Jornal de Notícias, 1996
- Recados breves e urgentes, in Jornal de Notícias, 11 Outubro 1996
- Requiem para o sismo científico no norte, in Jornal de Notícias, 26 Julho 1996
- Um lugar para a pedagogia, in Jornal de Notícias, 12 Julho 1996
- A urgente paixão pela educação, in Jornal de Notícias, 28 Junho 1996
- Utopia para o século XXI, in Jornal de Notícias, 21 Junho 1996
- Portugal, as regiões, a europa e a lusofonia, in Jornal de Notícias,7 Junho 1996
- Uma filosofia para a regionalização, in Jornal de Notícias,12 Abril 1996
- Autonomia, pluralismo e cidadania no ensino, in Jornal de Notícias, Março 1996
- Uma universidade pública e prestigiada precisa-se – 2, in Jornal de Notícias, 1 Março 1996
- Uma universidade pública e prestigiada, precisa-se – 1, in Jornal de Notícias, 23 Fevereiro 1996
- Mário Cal Brandão: Um homem, um caminho e uma vida, in Jornal de Notícias, 16 Fevereiro 1996
- Le premier four solaire européen ? (entrevista) in Jornal l’Indépendant, Special Samedi, Fevrier 1996
- Uma grande festa da Árvore, in Jornal de Notícias,15 Dezembro 1995
- As megacidades, in Jornal de Notícias, 8 Dezembro 1995
- Um romance para esta faculdade, in Jornadas Pedagógicas A.E.F.A.U.P., 1995
- Ecologias em Viseu, in Jornal de Notícias, 1 Dezembro 1995
- Um santuário de gravuras, ecologia e cultura, in Jornal de Notícias,17 Novembro 1995
- Carta à Ministra do Ambiente, in Jornal de Notícias, 10 Novembro 1995
- Ecologia precisa-se na Universidade do Porto, in Jornal de Notícias, 8 Setembro 1995
- Ecodesenvolvimento para o santuário rupestre do Côa, in Jornal de Notícias,1 Setembro 1995
- Convento da Orada-Monsaraz, in jornal Arquitectos, nº 147, 1995
- Urbanismo Sustentável, in Jornal de Notícias, 25 Agosto 1995
- Futuro Imaginado de Portugal, in Jornal de Notícias,28 Julho 1995
- Ecopolis em Monção, in Jornal Semanário,17 Junho 1995
- Portugal: do reflexo histórico ao futuro imaginado, in Jornal de Notícias, 9 Junho 1995
- Formação, Investigação e Acção, in Jornal de Notícias, 31 Março 1995
- Projecto do Convento de Orada-Monsaraz, in Jornal Arquitectos, nº 147, 1995
- Negócio de Lixo, in Jornal de Notícias,17 Março 1995
- Ecodesenvolvimento e Emprego, in Jornal de Notícias, 3 Março 1995
- Ecologia e Ensino, in Jornal de Notícias, 24 Fevereiro 1995
- Phil Hawes e a Biosfera 2, in Jornal de Notícias,10 Fevereiro 1995
- Cidade ensina a Universidade, in Jornal de Notícias,20 Janeiro 1995
- As malhas do centralismo, in Jornal de Notícias,25 Dezembro 1994
- Teias da segurança, in Jornal de Notícias,16 Dezembro 1994
- O Porto no ano 2000, in Jornal de Notícias, 9 Dezembro 1994
- O mapa cor de laranja, in Jornal de Notícias,2 Dezembro 1994
- Os mil milhões para limpezas. Reflexões sobre o plano nacional de política do ambiente, in Jornal de Notícias, 22 Novembro 1994
- Inventar Portugal, in Jornal de Notícias, 2 Novembro 1994
- Por este Douro acima: o sentido ecosocial de uma viagem, in Jornal de Notícias,24 Setembro 1994
- Arquitectura do Porto: Obra de Álvaro Siza de novo ameaçada, in Jornal de Notícias, 19 Agosto 1994
- Opções técnicas e poluição, in Jornal de Notícias, 12 Agosto 1994
- Da guerra da água ao desenvolvimento ecológico, in Jornal de Notícias, 5 Agosto 1994
- Ecodesenvolvimento. Uma agricultura biológica integrada, in Jornal de Notícias, 22 Julho 1994
- Tráfego, poluição e desemprego, in Jornal de Notícias, 15 Julho 1994
- Contra o ecocídio do plano hidrológico espanhol, in Jornal de Notícias, 1 Julho 1994
- O que pode fazer um autarca pelo Porto, in Jornal de Notícias, 24 Junho 1994
- Padre Himalaya, pioneiro do desenvolvimento ecológico, in Jornal de Notícias, 10 Junho 1994
- Do fundo do poço ao Portugal do futuro, in Jornal de Notícias,27 Maio 1994
- A morte no campo, in Jornal de Notícias,7 Maio 1994
- Sociedade e Território, in Jornal de Notícias, 22 Abril 1994
- Artistas querem intervir na cidade (entrevista), in Jornal Público, 8 Julho 1993
- Artistas de Trás-os-Montes, catálogo, Êd. Árvore, 1993
- O Forum Europeu para a liberdade na educação e a ideia de Escola Livre, in Jornal O Público, 27 Março 1993
- Encontro nacional sobre urbanismo e planeamento, (entrevista) in Jornal O Primeiro de Janeiro 10 Julho 1992
- Semana Cultural na Casa das Artes, in Jornal de Notícias, 11 Fevereiro 1992
- Há excesso de intelectualismo no mundo, (entrevista), in Jornal Público,10 Fevereiro 1992
- Joseph Beuys e a antroposofia, in Jornal de Notícias, 26 Janeiro 1992
- Euritmia, arte e movimento, in Jornal de Notícias, 23 Janeiro 1992
- Makovecs, um arquitecto organicista, in Jornal de Notícias, 2 Janeiro 1992
- O Banco NMB e a arquitectura orgânica, in Jornal de Notícias,25 Dezembro 1991
- Arquitectura orgânica a descobrir na Casa das Artes (entrevista) in Jornal de Notícias, Dezembro 1991
- Para uma nova forma de intervenção no meio rural transmontano (entrevista), in Jornal O Comércio do Porto, 6 Setembro 1991
- Ecodesenvolvimento, in Diálogo, Boletim informativo APRIL, nº 1, Junho 1991
- Paulo Neves: Mensagem na madeira, in Jornal de Notícias, Dezembro 1990
- Erich Consemuller, in Jornal de Notícias, Novembro 1990
- Álvaro Siza no Chiado-Criação inspirada na História, in Jornal de Notícias, 10 Maio 1990
- A degradação qualitativa do ambiente tem custos sociais elevadíssimos (entrevista), in Jornal O Primeiro de Janeiro, 15 Abril 1990
- Álvaro Siza – um pós-modernista da resistência, in O Diário, 1989
- Um artista em cada homem-objectivo para a educação no ano 2000, in Jornal de Notícias, 20 Junho 1989
- A arte e a arquitectura – monumentos de Catalaá-Darpeix, in Jornal de Notícias, Abril 1989
- Revisitar a Bauhaus, in Jornal de Notícias, 4 de Abril 1989
- O Centro cultural da S.E.C., no Porto, do arquitecto Souto Moura – O vernáculo tornado neo-moderno, in Jornal de Notícias, 7 Fevereiro 1989
- Teoria da metamorfose Ciência – Arte, na arquitectura de Álvaro Siza, in Jornal de Notícias,1 Novembro 1988
- Siza Vieira e a beleza que nos circunda – a Faculdade de Arquitectura do Porto, in Jornal de Notícias, 25 Outubro 1988
- Esquisssos de viagem de Álvaro Siza, in Jornal de Notícias, 21 Junho 1988
- Rudolf Steiner e a noção de obra de arte total, in Jornal de Notícias,10 Maio 1988
- Na Rota da Utopia (entrevista), in Jornal de Notícias, 6 de Maio de 1988
- Rudolf Steiner e a concepção antroposófica da arte, in Jornal de Notícias,3 Maio 1988
- Uma escultura de Zulmiro de Carvalho, in Jornal de Notícias, 5 Abril 1988
- Cadeia da Relação do Porto: reconquista e metamorfose de uma imagem, in Jornal de Notícias, 8 Março 1988
- A renovação urbana cautelosa e o significado das intervenções de Álvaro Siza em Berlim, in Jornal de Notícias,1 Março 1988
- A propósito da Exposição de Bordéus-cidade da Pedra, in Jornal de Notícias, 16 Fevereiro 1988
- Alcino Soutinho – Uma Obra para a história da arquitectura, in Jornal de Notícias, 5 Fevereiro 1988
- ALFÈ – A cooperativa que veio da proveta, (entrevista) in Jornal de Notícias, Dezembro de 1985
- Formação ministrada pelo I.A.O. veiculará riqueza cultural (entrevista) in Jornal de Notícias, Dezembro 1985
- Instituto de Artes e Ofícios irá “revolucionar” Terra Quente (entrevista) in Jornal de Notícias, Novembro 1985
- A herança da Bauhaus na RDA, in Jornal de Letras, Artes e Ideias, nº 29, ano II, Março 1982
- Eco-política, in Arte e Opinião, nº 13, 1981
- Projecto de ecodesenvolvimento, in Arte e Opinião, nº 11, 1980
- Sociedade, pedagogia e espaço, in Arte e Opinião, nº 10, 1980
- A eco-utopia, in Arte e Opinião, nº 8, 1980
- Ecologia e ecologias, in Jornal de Notícias, 19 Dezembro 1979
- A Casa Familiar, in Jornal de Notícias,9 Outubro 1979
- O Corpo, in Jornal de Notícias, 25 Setembro de 1979
- Contra os dois modelos dominantes: escola autocrática e escola libertária, in Jornal de Notícias, 18 Setembro 1979
- Utopia, Espaço e Sociedade, in Raiz e Utopia, nº 7/8, Outubro 1978
- Energias livres – renovar a vida modificar o homem, (entrevista) in O Século Ilustrado, 1977
- A casa autónoma - uma experiência exemplar, in O Século Ilustrado, nº 2027, Fevereiro 1977
- Alternativas à Ameaça Nuclear, in Gazeta da Semana, Ano 1, nº 2, 8 Abril 1976
- O Jardim da Aventura, in Comércio do Funchal, 24 de Maio de1973
- Inventar o Futuro, in Comércio do Funchal, 18 de Janeiro de 1973
- Lorenzo Barbera: O Povo tem de estar presente em tudo, in Comércio do Funchal, nº 2137, 12 de Dezembro de 1971, pp. 7 a 9
- Danilo Dolci: Não há receitas a fornecer, in Comércio do Funchal, nº 2136, 5 de Dezembro de 1971, pp. 7 e 8
- Cooperativismo, para um novo tipo de relações de trabalho, in Comércio de Funchal, nº 2126, 26 de Setembro de 1971, pp.11 e 12
- Uma Sicília nova, in Comércio do Funchal, nº 2120, 15 de Agosto de 1971, pp. 4 a 6
- A emigração portuguesa em França, in Comércio do Funchal, nº 2094, 10 de Janeiro de 1971, pp. 3 e 4
- A emigração portuguesa em França, in Comércio do Funchal, nº 2093, 03 de Janeiro de 1971, pp. 3 a 5
- Grupos de animação cultural, in Comércio do Funchal, nº 2073, 26 de Junho de 1970, pp.1, 6 e 15
- Grupos de animação cultural, in Comércio do Funchal, nº 2072, 19 de Junho de 1970, pp.11, 13 e 15
- Alfabetização de adultos, o método de Paulo Freire, in Comércio do Funchal, nº 2066, 31 de Maio de 1970, pp.11 a 13
- Alfabetização de adultos, o método de Paulo Freire, in Comércio do Funchal, nº 2065, 24 de Maio de 1970, pp. 3, 4 e 13
- Sicília: da iniciativa popular na urbanização, in Comércio do Funchal, nº 2061, de 26 de Abril de 1970, pp. 9 e 10

### Comunicações
- Participou em inúmeras conferências, congressos e mesas-redondas, em Portugal e no estrangeiro (Canadá, Suécia, Suíça, República Checa, Inglaterra, Rússia, Alemanha, França, Espanha, Itália, Moçambique, Angola, Cabo Verde).
- Foi entrevistado diversas vezes pela imprensa, rádio e televisão.
- Participou em diversos seminários, nomeadamente na Universidade Técnica de Lisboa, Instituto Superior de Agronomia, ISCTE, Universidade de Évora, Universidade de Coimbra, Universidade da Beira Interior, Universidade da Corunha, Universidade de Valladolid, Universidade de Trás-os-Montes e Alto Douro, Escola Superior Educação Jean Piaget, Escola Superior Arquitectura Porto, Escola Superior Arte e Design, Universidade Lusíada, Universidade Lusófona, Escola Universitária Vasco da Gama, ISMAT, Faculdade de Psicologia e Ciências da Educação, etc.